# Prozess Generäle in Südosteuropa

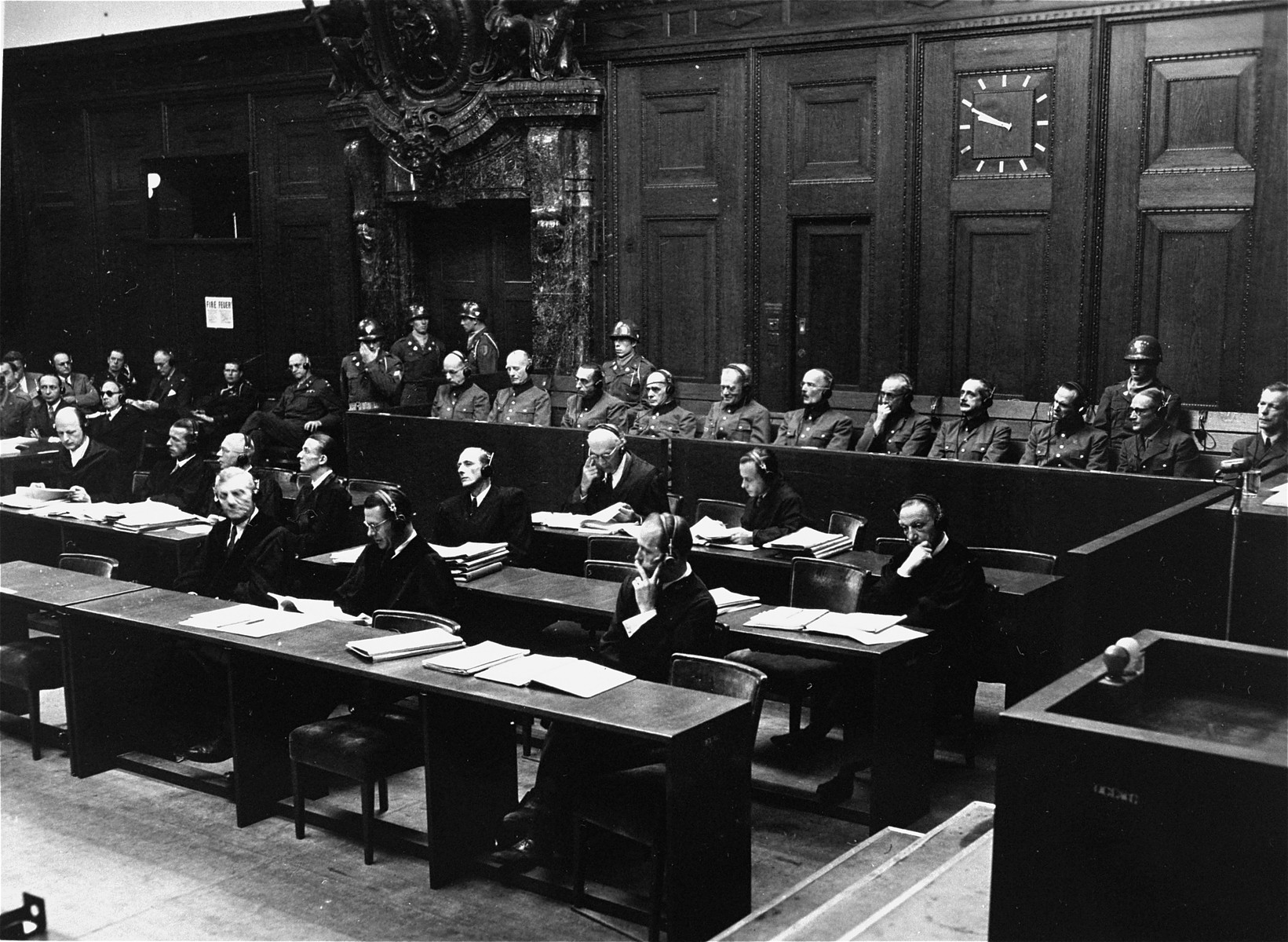
Die Angeklagten (hinten) und ihre Verteidiger im Geiselmord-Prozess, 1947/1948

Der Prozess Generäle in Südosteuropa, auch als Geiselmord-Prozess, in Amerika als Hostages Trial bekannt, war das siebte von insgesamt zwölf Nachfolgeverfahren der Nürnberger Prozesse; er fand 1947/1948 statt. Zentraler Anklagepunkt in Nürnberg war die Verantwortung der Generäle für die Tötung tausender jugoslawischer und griechischer Zivilisten. Zwölf Generalfeldmarschälle und Generale der Wehrmacht wurden wegen Kriegsverbrechen in den besetzten Ländern Jugoslawien, Albanien und Griechenland angeklagt. Der Angeklagte Franz Böhme nahm sich noch vor dem Beginn der mündlichen Verhandlungen das Leben, der Hauptangeklagte Generalfeldmarschall Maximilian von Weichs schied wegen Krankheit aus dem Prozess aus. Zwei der verbliebenen zehn Angeklagten wurden freigesprochen, acht wurden zu Freiheitsstrafen zwischen sieben Jahren und lebenslang verurteilt. Das Gericht bezeichnete Geiselerschießungen zwar als barbarische, aber zulässige Repressalie nach dem Kriegsvölkergewohnheitsrecht, stufte die von deutschen Truppen verübten Hinrichtungen von Geiseln in den besetzten Gebieten wegen ihrer exzessiven Züge aber eindeutig als Kriegsverbrechen ein.

## Das Verfahren
Sein offizieller Name lautete The United States of America vs. Wilhelm List, et al. (USA gegen List u. a.). Anklageerhebung war am 10. Mai 1947, Verfahrenseröffnung am 8. Juli und die Verhandlung fand vom 15. Juli 1947 bis zum 19. Februar 1948 vor dem Militärtribunal V in Nürnberg statt. Der Vorsitzende Richter war Charles F. Wennerstrum, Richter am Obersten Gericht des Staates Iowa mit den Beisitzern George J. Burke aus Michigan und Edward F. Carter aus Nebraska. Hauptankläger waren Telford Taylor und Theodore Fenstermacher. Sprecher der Gesamtverteidigung war Hans Laternser. Rechtsgrundlage war das Kontrollratsgesetz Nr. 10 vom 20. Dezember 1945.

### Die Anklagepunkte
Die Anklageschrift enthielt die Anschuldigungen der Täterschaft und der Beihilfe zu Kriegsverbrechen und Verbrechen gegen die Menschlichkeit, die in den folgenden Anklagepunkten zusammengefasst waren:

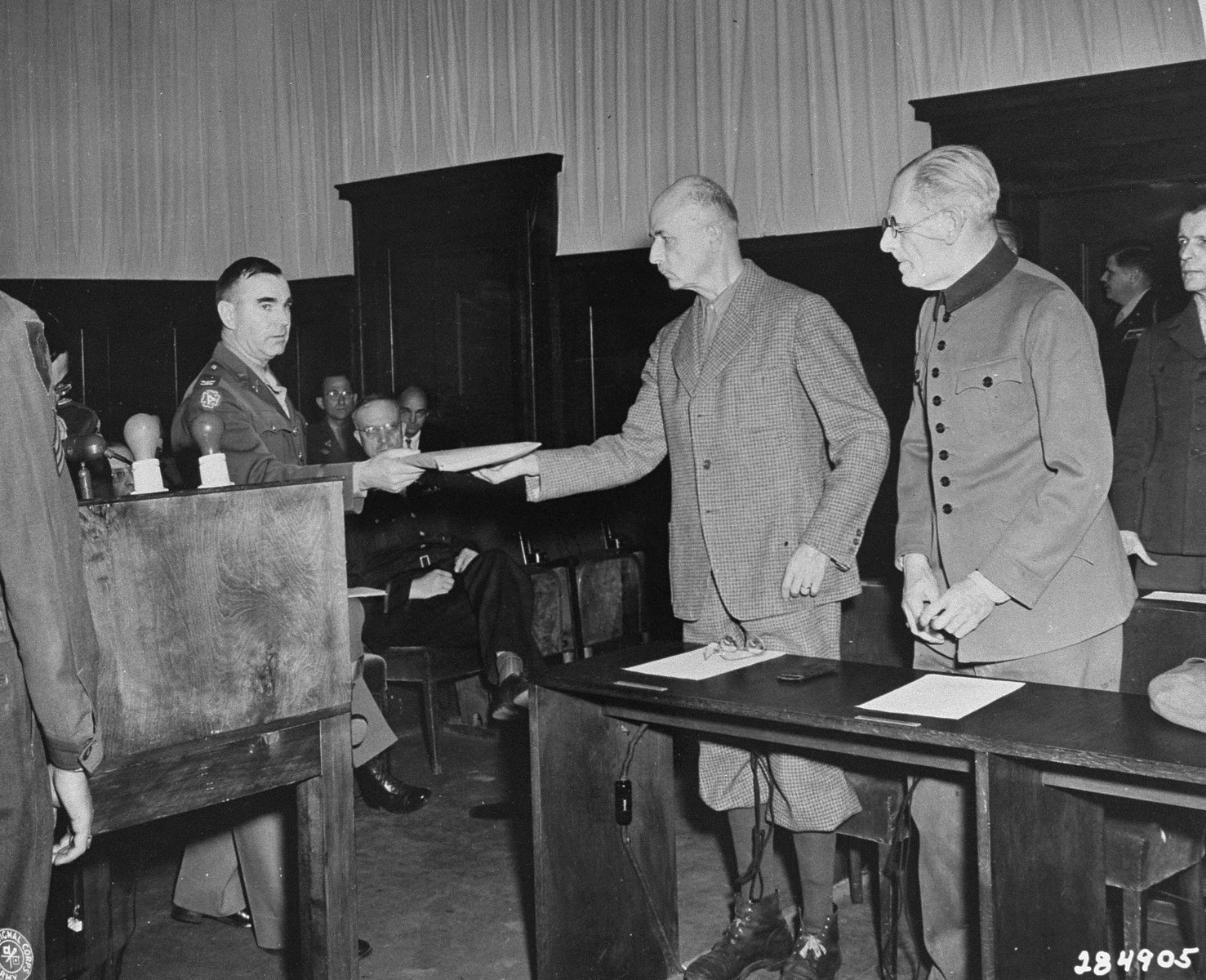
Wilhelm List erhält die Anklageschrift, 1947

1. Mord an hunderttausenden von Zivilisten in Griechenland, Jugoslawien und Albanien, indem Nichtkombattanten willkürlich zu Partisanen, Kommunisten, Kommunistenverdächtigen und Bandenverdächtigen erklärt oder als Geiseln genommen und hingerichtet wurden.
2. Plünderung, Raub und mutwillige Zerstörung von Städten und Dörfern ohne militärische Notwendigkeit in Griechenland, Jugoslawien, Albanien und Norwegen.
3. Verfassen, Weitergeben und Ausführen von verbrecherischen Befehlen, die den kriegsgefangenen griechischen, jugoslawischen und italienischen Soldaten den Status und die Rechte von Kriegsgefangenen verweigerten und zur Ermordung und Misshandlung von Tausenden führte.
4. Ermordung, Folterung, systematische Terrorisierung, Inhaftierung in Konzentrationslagern, Zwangsarbeit in Militäreinrichtungen und die Deportation zur Sklavenarbeit von Zivilisten aus Griechenland, Jugoslawien und Albanien.

Die Anklagepunkte bezogen sich stark auf die Ausstellung, Weitergabe und Ausführung der verbrecherischen Befehle, wie den Sühnebefehl vom 16. September 1941, den Befehl des Generalfeldmarschalls Wilhelm List (Befehlshaber Süd-Ost) zur Behandlung von Partisanen, den Kommissarbefehl vom 6. Juni 1941 und den Kommandobefehl vom 18. Oktober 1942.

### Angeklagte und Strafen
Keiner der Angeklagten hatte sich im Sinne der Anklage für schuldig bekannt.
| Bild | Name                                | letzter Rang Stellung zum Tatzeitpunkt                                                                              | Verteidiger          | Assistent des Verteidigers | Anklagepunkte | Anklagepunkte | Anklagepunkte | Anklagepunkte | Strafmaß                                                    |
| Bild | Name                                | letzter Rang Stellung zum Tatzeitpunkt                                                                              | Verteidiger          | Assistent des Verteidigers | 1             | 2             | 3             | 4             | Strafmaß                                                    |
| ---- | ----------------------------------- | --- | -------------------- | -------------------------- | ------------- | ------------- | ------------- | ------------- | ----------------------------------------------------------- |
|      | Wilhelm List (1880–1971)            | Generalfeldmarschall; Wehrmachtbefehlshaber Südost (1941–1942), Oberbefehlshaber der 12. Armee 1941                 | Hans Laternser       | Hans Wilhelm Lier          | S             | U             | S             | U             | lebenslänglich; 1952 aus gesundheitlichen Gründen entlassen |
|      | Maximilian von Weichs (1881–1954)   | Generalfeldmarschall; Oberbefehlshaber der 2. Armee während des Balkanfeldzugs 1941                                 | Hans Laternser       | Harold Lucht               | –             | –             | –             | –             | Verfahren wegen Verhandlungsunfähigkeit eingestellt         |
|      | Lothar Rendulic (1887–1971)         | Generaloberst; Oberbefehlshaber der 2. Panzerarmee in Jugoslawien (1943–1944)                                       | Stefan Fritsch       | Oskar von Jagwitz          | S             | U             | S             | S             | 20 Jahre; 1951 entlassen                                    |
|      | Walter Kuntze (1883–1960)           | General der Pioniere; Oberbefehlshaber Südost und der 12. Armee ab 29. Oktober 1941                                 | Georg Menzel         | Walter Beier               | S             | U             | S             | S             | lebenslänglich; 1953 entlassen                              |
|      | Hermann Foertsch (1895–1961)        | General der Infanterie; Chef des Generalstabes der 12. Armee                                                        | Gerhard Rauschenbach | Günther Hindemith          | U             | U             | U             | U             | Freispruch                                                  |
|      | Franz Böhme (1885–1947)             | General der Gebirgstruppe; Kommandierender General des XVIII. Gebirgs-Korps (1940–43), Nachfolger von Rendulic 1944 | Friedrich Bergold    | -                          | –             | –             | –             | –             | entzog sich durch Suizid am 30. Mai 1947                    |
|      | Hellmuth Felmy (1885–1965)          | General der Flieger; Befehlshaber Südliches Griechenland                                                            | Heinz Müller-Torgow  | Johannes Dohme             | S             | S             | U             | S             | 15 Jahre, entlassen 1951                                    |
|      | Hubert Lanz (1896–1982)             | General der Gebirgstruppe; Kommandierender General des XXII. Armee-Korps (1943–45)                                  | Fritz Sauter         | Herbert Geitner            | S             | U             | S             | U             | 12 Jahre, entlassen 1951                                    |
|      | Ernst Dehner (1889–1970)            | General der Infanterie; Korps-Kommandeur unter Rendulic (1943–44)                                                   | Hans Gawlik          | Heinrich Klug              | S             | U             | U             | U             | 7 Jahre, entlassen 1951                                     |
|      | Ernst von Leyser (1889–1962)        | General der Infanterie; Korps-Kommandeur unter Rendulic und Böhme                                                   | Edmund Tipp          | Walter Gross               | U             | U             | S             | S             | 10 Jahre, entlassen 1951                                    |
|      | Wilhelm Speidel (1895–1970)         | General der Flieger; Militärbefehlshaber in Griechenland (1942–1944)                                                | Joseph Weisgerber    | Erich Bergler              | S             | U             | U             | U             | 20 Jahre, entlassen 1951                                    |
|      | Kurt Ritter von Geitner (1884–1968) | Generalmajor; Stabschef beim Militärbefehlshaber Serbien und Griechenland                                           | Fritz Sauter         | Walter Schmitt             | U             | U             | U             | U             | Freispruch                                                  |

S – Schuldspruch;  U – Unschuldig im Sinne der Anklage

## Urteile und Begründung
Der Angeklagte Franz Böhme nahm sich durch einen Sprung aus dem vierten Stock des Gefängnisses in Nürnberg das Leben, Maximilian von Weichs wurde aufgrund seines schlechten Gesundheitszustands aus der Haft entlassen und nicht verurteilt. Das Urteil wurde am 19. Februar 1948 vom Internationalen Militärgerichtshof der Vereinigten Staaten von Amerika in Nürnberg gesprochen. Von den zehn im Verfahren verbliebenen Angeklagten wurden zwei freigesprochen, Herman Foertsch und Curt Ritter von Geitner. Die anderen erhielten Gefängnisstrafen zwischen sieben Jahren und lebenslang.
Wilhelm List wurde der Weitergabe des Kommissar-Befehls nicht für schuldig befunden, wohl aber der Anklagepunkte I und III. Walter Kuntze wurde in Anwendung der Vorgesetztenverantwortlichkeit für die Geiselerschießungen und die Verschleppung von Juden in die Konzentrationslager vor ihrer Ermordung für schuldig befunden. Damit war er in den Anklagepunkten I, III und IV schuldig, ebenso wie Lothar Rendulic. Ernst Dehner wurde in Punkt I wegen Geiseltötungen schuldig gesprochen. Ernst von Leyser wurde unter anderem auch wegen der Verschleppung von Kroaten zur Zwangsarbeit nach Deutschland und der Weitergabe des Kommissar-Befehls in den Punkten III und IV verurteilt. Felmy, Befehlshaber von Südgriechenland, wurde wegen des „Blutbades von Klissoura“ (Klisoura), in der Präfektur Kastoria, bei dem mindestens 250 Menschen, darunter 72 Kinder, durch Einheiten des SS-Panzer-Grenadier-Regiments 7 ermordet worden waren, in den Punkten I und II schuldig gesprochen. Hubert Lanz wurde wegen Geiselerschießungen und wegen der Erschießung des italienischen Generals Antonio Gandin und seiner Stabsoffiziere in den Punkten I und III schuldig gesprochen. Wilhelm Speidel, Militärbefehlshaber von Südgriechenland und später Griechenland, wurde wegen der dortigen Geiseltötungen in Punkt I schuldig befunden.

### Geiselnahmen und Geiselerschießungen
Die Rechtfertigung der Massenverbrechen an der Zivilbevölkerung als angeblich völkerrechtsmäßige Repressalie war eine der Verteidigungslinien im Prozess. Sie wurde von den Richtern nicht anerkannt. Einer der zentralen Verhandlungspunkte war die Strafbarkeit von Geiselerschießungen. Der französische Hauptankläger, François de Menthon, berief sich dabei auf den Artikel 50 der Haager Landkriegsordnung von 1907 und sah in den Geiselerschießungen „in allen Ländern die ersten Terrorakte der deutschen Besatzungstruppen“. Das Gericht beschloss jedoch, stattdessen die Linie zu verfolgen, die im Nürnberger Prozess gegen die Hauptkriegsverbrecher verfolgt worden war. Dort waren die Massenmorde der Wehrmacht an Geiseln im Zusammenhang mit Generalfeldmarschall Wilhelm Keitels Erlass vom 16. September 1941 behandelt worden. Es führte aus:

„Der Gedanke, daß eine unschuldige Person für die verbrecherische Handlungsweise einer anderen getötet werden kann, ist jedem natürlichen Rechtsempfinden ein Greuel. Wir verdammen die Ungerechtigkeit einer derartigen Bestimmung als barbarisches Überbleibsel aus der Vorzeit. Es ist jedoch nicht unser Amt, Völkerrecht zu schreiben, wie wir es haben möchten, sondern es anzuwenden, wie wir es vorfinden […]. Eine Prüfung des uns über diese Materie zur Verfügung stehenden Beweismaterials überzeugt uns, daß Geiseln genommen werden können, um das friedliche Verhalten der Bevölkerung der besetzten Gebiete sicherzustellen und unter gewissen Umständen und wenn die notwendigen vorbereitenden Schritte getan wurden, als letzter Ausdruck erschossen werden können.“

Das Gericht schränkte diesen Befund aber stark ein. So wies es auf eine Reihe von Repressalien anderer Art hin. Außerdem sah es nur Geiselnahmen als zulässig an, wenn ein Zusammenhang zwischen der Bevölkerung, aus denen die Geiseln genommen werden und den begangenen Verbrechen bestehe. Auch die befohlenen Erschießungsquoten sah das Gericht wie schon im Hauptprozess nicht als angemessen an und erläuterte:

„Die Anzahl der erschossenen Geiseln darf an Schärfe die Vergehen, von denen die Erschießung abzuschrecken bestimmt ist, nicht überschreiten. Wenn die vorerwähnten Bestimmungen nicht erfüllt sind, so stellt die Erschießung von Geiseln eine Verletzung des Völkerrechts dar und ist in sich selbst ein Kriegsverbrechen. Das Ausmaß, in dem diese Praxis von den deutschen angewendet wurde, übersteigt die elementarsten Auffassungen von Menschlichkeit und Gerechtigkeit. Sie berufen sich auf militärische Notwendigkeit, die sie mit Zweckmäßigkeit und strategischem Interesse verwechseln.“

#### Historischer Hintergrund
Nach der Kapitulation der jugoslawischen Armee am 17. April 1941 und der Besetzung Griechenlands wenige Wochen später wurde das Gros der deutschen Truppen zur Vorbereitung des Überfalls auf die Sowjetunion abgezogen und Generalfeldmarschall List zum Wehrmachtbefehlshaber über die verbliebenen schwachen Kräfte ernannt. Erstmals seit dem Beginn des Zweiten Weltkrieges traf die Wehrmacht nun auf organisierte Partisanenverbände, die umfassend Widerstand leisteten. Am 27. Juni 1941 wurde das „Generalhauptquartier der Partisanenverbände für die nationale Befreiung“ geschaffen, dessen Kommando Josip Broz Tito übernahm. Sämtliche deutsche Truppen im Aufstandsgebiet wurden dem aus Österreich stammenden Kommandierenden General des XVIII. Armeekorps, Franz Böhme, unterstellt.
Generalfeldmarschall Wilhelm Keitels Sühnebefehl vom 16. September 1941 war eine Weisung des Oberkommandos der Wehrmacht zur Partisanenbekämpfung:

„Der Führer hat nunmehr angeordnet, daß überall mit den schärfsten Mitteln einzugreifen ist, um die Bewegung in kürzester Zeit niederzuschlagen […] Als Sühne für ein deutsches Soldatenleben muß in diesen Fällen im allgemeinen die Todesstrafe für 50 bis 100 Kommunisten als angemessen gelten. Die Art der Vollstreckung muß die abschreckende Wirkung noch erhöhen.“

Einige Monate zuvor, im Mai 1941, war in Serbien die Quote von 100 Serben für jeden deutschen Soldaten, der durch Überfall zu Schaden gekommen war, bekanntgegeben worden. Am 4. Oktober 1941 befahl Böhme, für 21 deutsche Soldaten 2.100 Gefangene der Konzentrationslager Šabac und Belgrad zu erschießen, „vorwiegend Juden und Kommunisten“. Ein weiterer Befehl Böhmes vom 10. Oktober 1941 ging über den Befehl Lists noch hinaus. Er stellte keinen regionalen oder sachlichen Zusammenhang mehr her zwischen den zu sanktionierenden Vorfällen und den Geiselexekutionen. In Lists Befehl war von Juden keine Rede gewesen, Böhme schloss sie aber ausdrücklich als eigene Kategorie in die Geiselaktionen mit ein:

„… alle Kommunisten, als solche verdächtigen männlichen Einwohner, sämtliche Juden, eine bestimmte Anzahl nationalistisch oder demokratisch gesinnter Einwohner …“

Unter dem Deckmantel von Geiselerschießungen wurde in Serbien der größte Teil der jüdischen Bevölkerung sowie der Sinti und Roma erschossen. Nach den Ländern des Baltikums war Serbien das erste „judenfreie“ Gebiet. Aber auch die übrige serbische Zivilbevölkerung blieb nicht verschont. Am meisten Opfer forderten die Massaker von Kraljevo und Kragujevac. Danach wurden die Geiselerschießungen durch SD, SS und Wehrmacht in geringerem Umfang fortgesetzt.

### Mutwillige Zerstörung von Städten und Dörfern
Die Zerstörung von 25 griechischen Dörfern beim Massaker von Kalavryta durch die 117. Jäger-Division unter General Karl von Le Suire erfolgte am 6. Dezember 1943 im Befehlsbereich des Angeklagten Felmy und wurde als willkürliche Zerstörung gewertet. Felmy gab an, Le Suire mündlich dafür gerügt zu haben, trug aber nachweislich zu dessen späterer Beförderung bei. Felmy wurde in diesem Anklagepunkt schuldig gesprochen.
Es wurde der Nachweis geführt, dass im Befehlsbereich des Generals Dehner im Herbst 1943 die Dörfer Paklonica, Vocarica, Grgeteg, Bukavac, Grgurevci und weitere zerstört worden sind. Da dem Gericht nur fragmentarische Berichte vorlagen, sah das Gericht für diesen Anklagepunkt die Schuld nicht als erwiesen an, da es sich auch um zulässige Repressalien gehandelt haben könnte.
General Rendulic wurde vorgeworfen, 1944 beim Zurückweichen mit der 20. Gebirgs-Armee vor überlegenen russischen Kräften die norwegische Provinz Finnmark im Rahmen der Strategie verbrannte Erde mutwillig und ohne militärische Notwendigkeit verwüstet zu haben. Das Gericht sah es als bewiesen an, dass dieses Vorgehen objektiv militärisch nicht notwendig gewesen war, gestand dem Angeklagten aber zu, dass er im Rahmen seiner damaligen ehrlichen Einschätzung der militärischen Lage geirrt haben könnte, und befand ihn in diesem Anklagepunkt für unschuldig.

### Ermordung italienischer Soldaten

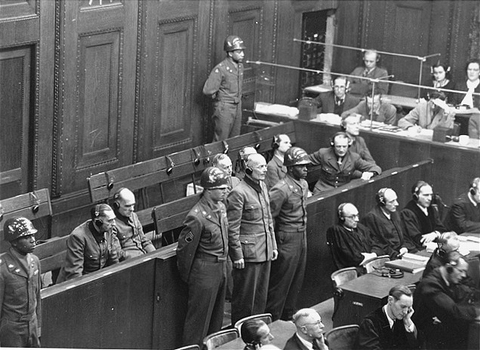
Lothar Rendulic bei seiner Verurteilung, 18. Februar 1948

Mit dem Waffenstillstand von Cassibile vom 3. September 1943 entstand für die italienischen Truppen auf dem Balkan eine unklare Befehlslage. In Griechenland weigerten sich die Truppen auf Kefalonia unter General Antonio Gandin, in deutsche Kriegsgefangenschaft zu gehen, und es kam zu heftigen Gefechten, bis sich die italienischen Truppen ergaben. Auf Befehl Hitlers sollten alle italienischen Soldaten auf Kefalonia wegen Meuterei erschossen werden. Der zuständige General Lanz opponierte dagegen, weil es ungesetzlich und undurchführbar wäre, und konnte erwirken, dass nur die „schuldigen“ Offiziere von einem deutschen Kriegsgericht verurteilt wurden. (Die zu unterschiedlichen Zeitpunkten erfolgten Massaker an Teilen der Mannschaft wurden beim Prozess nicht thematisiert.) Ähnliches geschah auf Korfu. Die italienischen Offiziere waren nach der Feststellung des Gerichts weder Meuterer noch Freischärler und Lanz wurde des Kriegsverbrechens schuldig befunden.
General Rendulic befahl seinen Truppen in Jugoslawien, den Führerbefehl ohne Skrupel auszuführen, und das XV. Gebirgskorps meldete am 6. Oktober 1943, dass drei Generäle und 45 Offiziere verurteilt und exekutiert worden waren, und am 9. Oktober meldete das XXI. Gebirgskorps, dass 18 Offiziere hingerichtet worden waren. Das Gericht bezeichnete dies als ungesetzlichen Racheakt und sprach Rendulic in diesem Punkt schuldig.

### Ermordung sowjetischer Soldaten
Von Leyser wurde für schuldig befunden, den verbrecherischen Kommissarbefehl vom 6. Juni 1941 als Befehlshaber der 269. Infanterie-Division in der Sowjetunion ausgegeben zu haben, der nachweislich auch mehrmals ausgeführt worden war.
Rendulic wurde für die Weitergabe des Kommissarbefehls verurteilt, wobei ihm strafmildernd angerechnet wurde, dass keine Beweise für die Ausführung des Befehls durch ihm unterstellte Truppen vorlagen.

### Zwangsrekrutierungen in Kroatien
Von Leyser wurde für schuldig befunden, gefangene Zivilisten im wehrfähigen Alter der kroatischen Marionettenregierung zum Dienst in der Waffen-Ustascha oder zur Zwangsarbeit nach Deutschland übergeben zu haben.

## Begnadigungen
Der öffentliche Druck zur Begnadigung der in Nürnberg Verurteilten führte zu Gnadenentscheidungen des amerikanischen Hohen Kommissars John Jay McCloy zu einer Zeit, als im Kalten Krieg die Aufstellung westdeutscher Streitkräfte im Interesse der USA lag. Dehner, Felmy, Lanz, Leyser, Rendulic und Wilhelm Speidel wurden 1951 aus der Haft im Kriegsverbrechergefängnis Landsberg entlassen, Wilhelm List 1952 und zuletzt 1953 Walter Kuntze. Das Ausmaß der Straftaten und ihre Sühne standen damit nach Auffassung von Beate Ihme-Tuchel in keinem Verhältnis zueinander.

## Rezeption des Prozesses
Das Gericht erklärte in seiner Urteilsbegründung, es sei nicht befugt, neues Völkerrecht zu schaffen, sondern müsse geltendes Recht anwenden. Die Praxis von Geiseltötungen sei ein „barbarisches Überbleibsel“ im Kriegsvölkerrecht. Dazu äußerte es die Hoffnung, wenigstens ein Zeichen für den Schutz der Zivilbevölkerung in künftigen Kriegen gesetzt zu haben. Im Genfer Abkommen vom 12. August 1949 zum Schutz von Zivilpersonen in Kriegszeiten wurde schließlich das Gewohnheitsrecht der Geiselnahme aus dem Katalog zulässiger Repressalien gestrichen.
Das Gericht wurde von ehemaligen Widerstandskämpfern und auch in der sowjetischen Presse stark gerügt, weil es Partisanen nicht als Subjekte des Kriegsvölkerrechts anerkannte und ihnen den darin enthaltenen Schutz verwehrte.
Dass im Prozess die heute bekannte enge Verbindung der „Partisanenbekämpfung“, der Geiselmordaktionen gegen die Zivilbevölkerung, des Völkermords an den Serben, an den Juden und an den Roma nicht im Zentrum des Prozesses stand, hält Beate Ihme-Tuchel für den Grund, dass die Massenmorde auf dem Balkan noch immer nicht im kollektiven Gedächtnis verankert sind und durch die Forschung erst relativ spät wahrgenommen wurden.
1949 wurde zum Schutz der Zivilbevölkerung in der Genfer Konvention in Artikel 3 das Verbot jeder Geiselnahme (wann und wo auch immer) ausdrücklich aufgenommen.